# Trinitat Nova
Trinitat Nova – stacja metra w Barcelonie, na linii 3, 4 i 11. Stacja została otwarta w 1999.